# Hasty (Colorado)
Hasty es un lugar designado por el censo ubicado en el condado de Bent en el estado estadounidense de Colorado. En el Censo de 2010 tenía una población de 144 habitantes y una densidad poblacional de 157,95 personas por km².

## Geografía
Hasty se encuentra ubicado en las coordenadas 38°6′24″N 102°57′22″O / 38.10667, -102.95611. Según la Oficina del Censo de los Estados Unidos, Hasty tiene una superficie total de 0.91 km², de la cual 0.91 km² corresponden a tierra firme y (0%) 0 km² es agua.

## Demografía
Según el censo de 2010, había 144 personas residiendo en Hasty. La densidad de población era de 157,95 hab./km². De los 144 habitantes, Hasty estaba compuesto por el 92.36% blancos, el 0% eran afroamericanos, el 0% eran amerindios, el 1.39% eran asiáticos, el 0% eran isleños del Pacífico, el 5.56% eran de otras razas y el 0.69% pertenecían a dos o más razas. Del total de la población el 12.5% eran hispanos o latinos de cualquier raza.